# Bryan Organ
Bryan Organ (1935) é um pintor inglês. Dedica-se, sobretudo, ao retrato, tendo pintado exemplares de diversas figuras públicas. Uma de suas obras mais célebres é o retrato da princesa Diana Spencer, comissionado em 1981 e atualmente exposto na National Portrait Gallery, em Londres. O pintor também é padrinho do filho mais novo de Diana, o príncipe Harry.
Organ também pintou os retratos oficiais dos últimos três chanceleres da Universidade de Oxford (Harold MacMillan, Roy Jenkins e Chris Patten). É natural de Leicester, mas morou muitos anos na cidadezinha de Glenfield, cinco km a noroeste.